# Basye (Virginia)
Basye è un census-designated place (CDP) degli Stati Uniti d'America, situato nello stato della Virginia, nella contea di Shenandoah. Secondo il censimento del 2020 gli abitanti di Adwolf ammontavano a 1374.